# Mamba Negra
Mamba Negra (Tanya Sealy) es una supervillana ficticia que aparece en los cómics estadounidenses publicados por Marvel Comics. Apareció por primera vez en Marvel Two-in-One # 64 (junio de 1980) creado por los escritores Mark Gruenwald y Ralph Macchio. El personaje está más estrechamente asociado con Sociedad Serpiente y BAD Girls, Inc., pero también ha sido miembro de Maestros del Mal, Femizons y Mujeres Guerreras.
Su primera misión fue para la Compañía Petrolera Roxxon, que le había dado sus superpoderes. Junto con Anaconda, Death Adder y Sidewinder, intentaron robar la Corona Serpiente, pero fueron detenidos por Thing, Stingray y Tritón. Los cuatro luego formarían el núcleo de la Sociedad Serpiente. En la Sociedad Serpiente entabló amistad con Asp y Diamondback. Cuando Viper se infiltró y luego se hizo cargo de la Sociedad Serpiente. Mamba Negra fue uno de los pocos miembros que se negó a traicionar al líder de la Sociedad, Sidewinder. Mamba Negra, Asp y Diamondback ayudaron al Capitán América a derrotar a Viper y al resto de la Sociedad Serpiente.
Posteriormente, Mamba Negra, Asp y Diamondback formaron "BAD Girls, Inc.", un grupo de aventureras que en ocasiones ayudaría al Capitán América y a los Vengadores. Durante la Guerra Civil se opuso al registro de superhéroes, pero luego se registró y sirvió como parte de las "Mujeres Guerreras", el equipo oficial de superhéroes de Delaware. Más tarde regresó a la Sociedad Serpiente, así como a su sucesora Soluciones Serpiente.

## Historial de publicaciones
Mamba Negra apareció por primera vez en Marvel Two-in-One # 64-65 (junio-julio de 1980), y fue creado por Mark Gruenwald y Ralph Macchio. Mamba Negra recibió una entrada en el original Official Handbook of the Marvel Universe #2, y The Official Handbook of the Marvel Universe Deluxe Edition #2.

## Biografía ficticia
Tanya Sealy nació en Chicago. Una ex prostituta, fue elegida en circunstancias desconocidas por la Compañía Petrolera Roxxon para participar en una operación encubierta para recuperar la mística Corona Serpiente. Los ejecutivos de Roxxon tenían un dispositivo implantado quirúrgicamente en el cerebro de Sealy que le otorgaba habilidades sobrehumanas. Trabajando junto con otros tres villanos con temática de serpientes, Sidewinder, Anaconda y Death Adder, se convirtió en miembro fundador de Escuadrón Serpiente. Durante su primera misión, Mamba Negra casi superó a la Mole de Los 4 Fantásticos, pero fue derrotado. También se encontró con Iron Man mientras buscaba un arma poderosa conocida como microscanner.
Invitada por Sidewinder a unirse a su organización criminal, la Sociedad Serpiente, Mamba Negra aceptó. Antes de trabajar con Roxxon, era una prostituta y, aunque el dinero era satisfactorio, no era un ingreso estable, por lo que aprovechó la oportunidad de ganar grandes cantidades de dinero con Sidewinder. Mientras estaba en la Sociedad Serpiente, Mamba Negra ganó grandes amistades en Diamondback y Asp, y también se involucró sentimentalmente con Sidewinder. Durante la infiltración de Viper en el grupo, Mamba Negra se mantuvo fiel a Sidewinder, por lo que Viper estaba lista para matarla. Cuando Diamondback pasó una nueva hoja, provocó algo en Mamba Negra. Se unió a sus amigas Diamondback y Asp para formar BAD Girls, Inc. y trabajó en varias misiones de mercenarios a sueldo. También sirvió brevemente en el grupo femenino de Superia, las Femizons, pero traicionó al grupo para ayudar al Capitán América y Paladín.
Durante algún tiempo, Mamba Negra en los Maestros del Mal de Capucha Carmesí con la esperanza de obtener una gran ganancia, luchando contra los Thunderbolts. Eventualmente regresó a la Sociedad Serpiente. Ella también luchó contra Luke Cage y Iron Fist, y se sorprendió al darse cuenta de que su grupo había sido contratado por el mismo Cable.
Durante la historia de "Civil War", Mamba Negra aparece junto con sus amigas Diamondback y Asp como miembro del grupo anti-registro del Capitán América. Participó en la batalla final de la "guerra", pero no aceptó la oferta de amnistía que vino con la rendición del Capitán América.
Más tarde, Mamba Negra y las otras BAD Girls fueron capturadas por Los Poderosos Vengadores en un centro comercial de la ciudad de Nueva York. Ella escapó del cautiverio y luego fue vista con varios otros villanos en "El Bar sin Nombre".
En "Secret Invasion", Mamba Negra se reincorporó a la Sociedad Serpiente. La Sociedad retuvo a varios civiles como rehenes en un complejo en el Medio Oeste de los Estados Unidos, alegando que se estaban protegiendo de los Skrulls. Sin embargo, fueron derrotados fácilmente por Nova y su nuevo Cuerpo Nova.
Más tarde, varios miembros de la Sociedad Serpiente, incluidos Anaconda, Mamba Negra, Bushmaster y Cottonmouth, lucharon contra miembros de los Nuevos Vengadores en un lugar semitropical. Ela fue derrotada por el Capitán América.
Durante la historia de "Dark Reign", Mamba Negra se revela como miembro del nuevo equipo de la Iniciativa para el estado de Delaware, las Mujeres Guerreras.
Mamba Negra es uno de los asesinos encargados por Assassins Guild para cobrar la recompensa por la cabeza de Dominó. Ella intenta usar sus poderes en Wolverine, lo que hace que él perciba a Mariko. Más tarde es apuñalada en el pecho por X-23, pero finalmente curada por Elixir, aunque para disgusto de Wolverine.
Como parte del evento "All-New, All-Different Marvel", Mamba Negra aparece como miembro de la Sociedad Serpiente de Viper, bajo su nuevo nombre Soluciones Serpiente.
Durante la parte de "Opening Salvo" de la historia del "Imperio Negro", Mamba Negra estaba con Soluciones Serpiente en el momento en que el Barón Helmut Zemo los recluta para unirse a su Ejército del Mal.
Mamba Negra fue vista nuevamente una vez más junto al Gremio de Asesinos mientras atacaban a Deadpool. Durante la batalla, Mamba Negra fue electrocutada por uno de los dispositivos de Deadpool, incapacitándola a ella y a varios otros villanos.
En un preludio de la historia de "Hunted", varios miembros de la Sociedad Serpiente fueron capturados por Kraven el Cazador, Taskmaster y Hormiga Negra y obligados a participar en una cacería asesina organizada por Arcade. Mamba Negra, Cottonmouth, Bushmaster, Black Racer, Puff Adder, Rock Python y Fer-de-Lance se colocaron en jaulas eléctricas para esperar a que comenzara la caza. Mamba Negra y Cottonmouth hablaron sobre su opinión de que Viper no es apto para liderar la Serpent Society. Son salvados de los Hunter-Bots por Buitre.

## Poderes y habilidades
Mamba Negra posee dos habilidades sobrehumanas separadas que usa con mayor frecuencia en conjunto para obtener un resultado único. Sus poderes son presumiblemente el resultado de un implante craneal que le dio Roxxon.
Mamba Negra tiene habilidades telepáticas limitadas que le permiten escanear las mentes de otras personas cercanas. El alcance de su telepatía no se ha revelado; se desconoce si posee otras habilidades que poseen la mayoría de los telépatas, como la comunicación mental. Ella usa este poder para extraer y proyectar ilusiones de sus seres queridos en la mente de sus víctimas mientras coloca a su objetivo en un estado de trance sedado en el que están obsesionados con la imagen mental que ha creado.
La segunda habilidad de Mamba le permite generar una nube de energía Fuerza oscura tangible que utiliza para atrapar a su víctima, constriñándola con una fuerza potencialmente fatal. La víctima, sin embargo, no se da cuenta y ve la energía Fuerza oscura como el ser querido que ha proyectado en su mente. Atrapada en el trance extático de Mamba, la víctima no es consciente de que la están estrangulando y puede morir en minutos. Mamba puede generar Fuerza oscura sin usar primero su poder telepático en un oponente, pero con mucha menos eficiencia ya que el objetivo es consciente y puede evitar la nube de Fuerza oscura de movimiento relativamente lento más fácil. No se ha revelado el alcance total del control de Mamba sobre la energía de Fuerza oscura. También puede usar su Fuerza oscura para rodearse, disfrazándose como quien quiera parecerse. Puede usar esta habilidad en otros, aunque el campo comienza a disiparse cuando deja de mirar.
Los seres con suficiente fuerza de voluntad pueden liberarse del alcance telepático de Mamba, y los ataques físicos de suficiente fuerza pueden disipar sus manifestaciones de Fuerza oscura. Debido a esto, Mamba Negra generalmente emplea sus poderes en aquellos que desconocen su presencia.

## Otras versiones

### Ultimate Marvel
Mamba Negra aparece en el universo Ultimate Marvel como miembro del Escuadrón Serpiente, un grupo de mercenarias. Después de que les roben la Corona Serpiente, luchan contra Los 4 Fantásticos. Mamba Negra fue eliminada de la pelea por la Mole desde el principio y fue puesto bajo custodia. Después de que la Mole llamara "fenómenos" al Escuadrón Serpiente de pasada, Mamba Negra tomó represalias con ira diciendo que moriría solo porque es tan repugnante. El diseño Ultimate de Mamba Negra se parece mucho a su diseño Tierra-616, pero se desconoce si ella controla la Fuerza oscura en este universo alternativo. Curiosamente, su nombre real parece haber sido cambiado a "Janis".

### Marvel Zombies
Durante la historia de "Secret Wars", una versión zombificada de Mamba Negra apareció en el universo de Marvel Zombies como un habitante del dominio Battleworld de Deadlands.

## En otros medios
Mamba Negra apareció en el episodio de la serie de televisión anime Marvel Future Avengers "Mission Black Market Auction", con la voz de Colleen O'Shaughnessey. Una miembro de BAD Girls, Inc., esta versión se contrata junto con Asp y Diamondback para proteger un crucero donde se llevará a cabo una subasta ilegal de un arma poderosa. Sin embargo, son derrotadas por Avispa, Viuda Negra y Charade.